# Série 1100 da CP

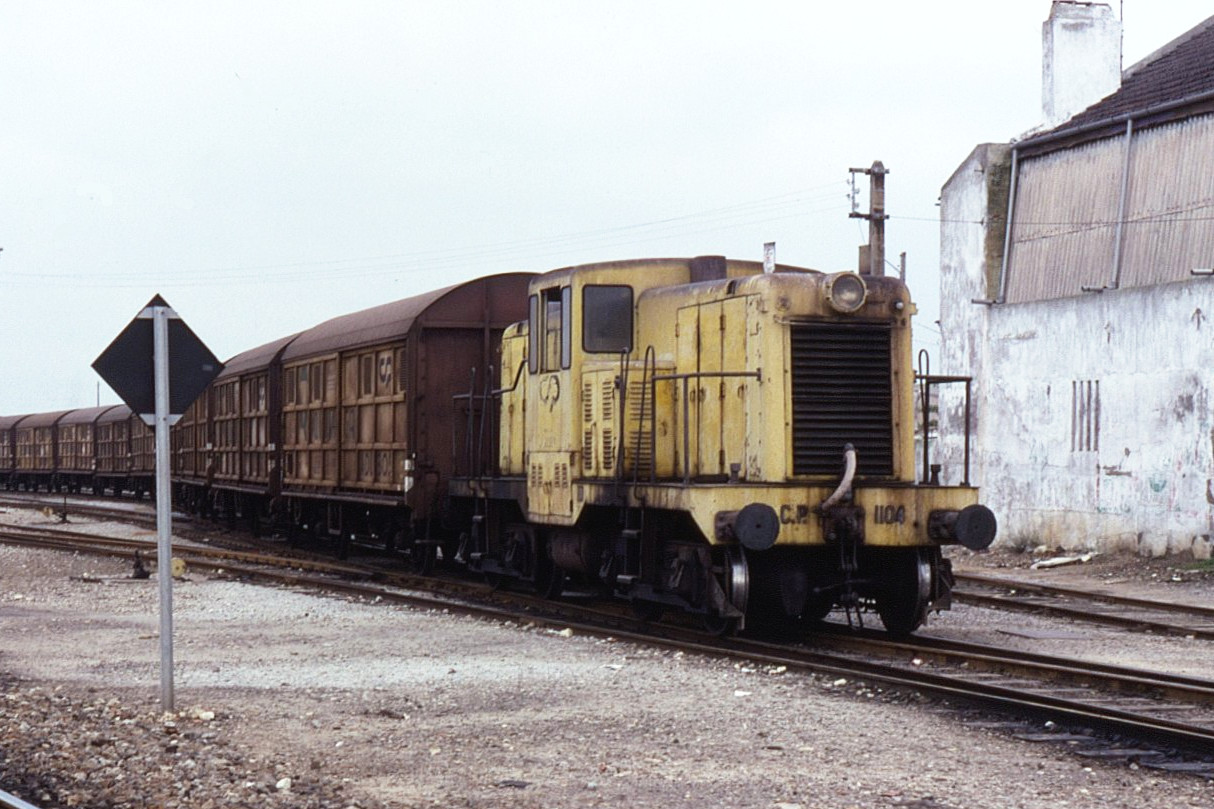
Locotractora 1106 no Barreiro, em 1993

A Série 1100 refere-se a um tipo de locotractora, que esteve ao serviço da companhia dos Caminhos de Ferro Portugueses.

## História
No finais da década de 1940, a Companhia dos Caminhos de Ferro Portugueses iniciou um programa para renovar a sua frota, através da encomenda de material circulante americano a gasóleo, incluindo doze locotractoras à firma General Electric.
Em 1 de Abril de 1949, a Gazeta dos Caminhos de Ferro noticiou que já tinham chegado mais quatro unidades desta série, que tinham sido transportados a bordo do vapor Ribeira Grande, da Companhia de Navegação Carregadores Açorianos. Já tinham entrado nas oficinas da companhia em Campolide, prevendo-se a sua entrada ao serviço dentro de cerca de dois meses. Uma das locotractoras desta série fez parte de uma exposição nas oficinas do Barreiro, durante a Reunião Internacional dos Caminhos de Ferro, realizada em Lisboa entre 1 e 3 de Junho de 1949. Em 30 de Junho desse ano, foi organizada uma viagem especial entre Campolide e Sintra, para testar uma das locotractoras desta série. A bordo do comboio viajou o director geral, Roberto de Espregueira Mendes, e outros funcionários da Companhia dos Caminhos de Ferro Portugueses.
A unidade número 1104 foi repintada com o esquema de cores original, em tons verdes, para ser exposta no Museu Nacional Ferroviário.

## Descrição
Cada unidade possuía dois motores, totalizando uma potência de 380 C.V., podendo atingir uma velocidade máxima de 50 Km/h. Cada locotractora pesava cerca de 50 T. Utilizavam transmissão eléctrica, o que facilitava as operações de manobras e reduzia as despesas de manutenção. Este tipo de locotractora foi desenvolvido durante a Segunda Guerra Mundial, tendo sido utilizadas para rebocar os primeiros vagões de mercadorias desembarcados após a Batalha da Normandia, e depois durante o avanço aliado na França, Bélgica e Alemanha, tendo recebido grandes elogios pela sua eficiência.
Foram encomendadas principalmente para assegurar as manobras do material circulante no interior das estações, e para rebocar comboios mistos em linhas secundárias.

## Ficha técnica
- Informações diversas
  - Ano de entrada ao serviço: 1949[4]
  - Natureza do serviço: Manobras[4]
  - Bitola de via: 1668 mm[4]
- Características gerais
  - Disposição dos rodados: Bo' Bo'[4]
- Motor diesel de tracção
  - Potência de utilização: 190 Cv[4]